# 레이철 셸리
레이철 셸리(Rachel Shelley, 1969년 8월 25일 ~ )는 잉글랜드의 배우이다.

## 출연 작품
- 칠드런 (2008)
- 잘 나가는 그녀에게 왜 애인이 없을까 (2006)
- 고스트 위스퍼러 시즌1 (2005)
- L워드 시즌1 (2004)
- 씨잉 아더 피플 (2004)
- 잊을 수 없는 죽음 (2003)
- 다크 피어 (2003)
- 잭과 콩나무(영어판) (2001)
- 라가안 (2001)
- 캐논 인버스 (2000)
- 에브리바디 러브스 선샤인 (1999)
- 라이트하우스 (1999)
- 더 뉴 어드벤처 오브 로빈 훗 (1997)
- 포토그래핑 페어러리 (1997)
- 특전사 로이스 (1994)